# Gerhard Weixelberger

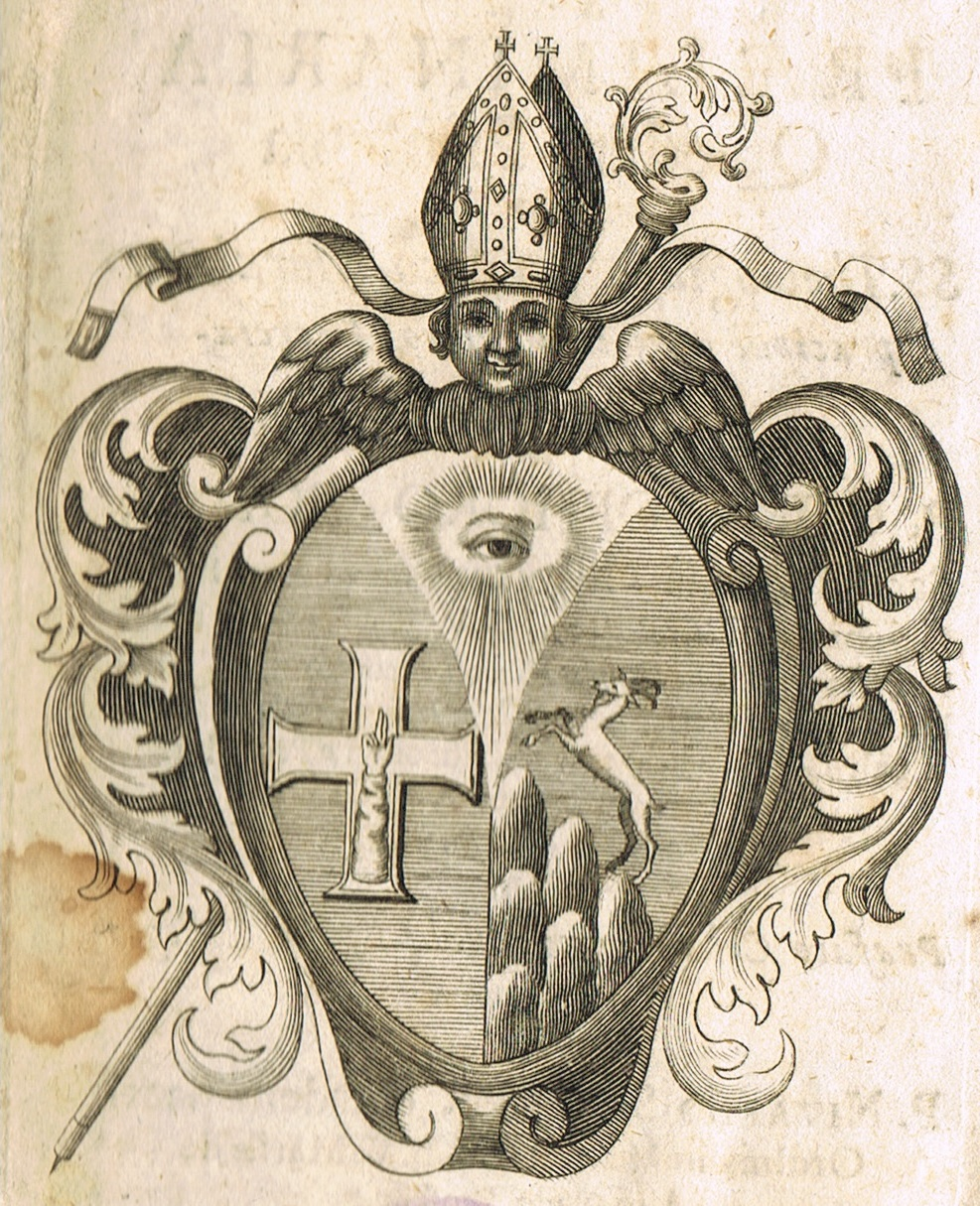
Weixelbergers Wappen

Gerhard Weixelberger (* 20. November 1660 in Mauer; † 26. Juli 1728 in Heiligenkreuz) war ein österreichischer Zisterzienser und 54. Abt des Stiftes Heiligenkreuz.

## Leben
Am 11. Mai 1681 wurde er eingekleidet, musste schon im Türkenjahr 1683 das Stift fluchtartig verlassen und war bis November 1685 im Stift Rein wohnhaft. Dort wurde er zum Priester geweiht, dort fand seine Primiz statt. Nach einem halbjährigen Aufenthalt im Stift Baumgartenberg kehrte er 1688 nach Heiligenkreuz zurück. Er diente fünf Jahre lang als Küchenmeister, war darauf für den Forstbesitz des Stiftes zuständig und schließlich in der Pfarrseelsorge der inkorporierten Pfarren Steinbruch und Podersdorf tätig. 
1700 bis 1701 war er Administrator des Stiftes Neuberg, kehrte danach in die Seelsorge von Heiligenkreuzer Pfarren zurück und wurde am 21. Juli 1705 zum Abt gewählt. Als Abt wurde er bald (1706) zum Generalvikar des Zisterzienserordens in den österreichischen Ländern. Er wurde in der Annakapelle am Kreuzgang in Heiligenkreuz bestattet.